# Джонатан Стіл
Джонатан Стіл (народився 15 лютого 1941 р.) — британський журналіст і автор кількох книг з міжнародної діяльності.

## Біографія
Стіл отримав освіту в Кінгс-коледжі, Кембридж (BA) і Єльському університеті (MA), займався волонтерською діяльністю у Міссісіпському Літі Свободи (1964), допомагаючи в реєстрації темношкірих американських виборців.
Він приєднався до колективу «The Guardian» в якості репортера після повернення до Великої Британії у вересні 1965 року. Джонатан повідомляв про Афганістан, Росію, Ірак та багато інших країн. Він був керівником Вашингтонського бюро «The Guardian» з 1975 по 1979 роки, Московського бюро з 1988 по 1994 роки, редактором іноземних новин в період з 1979 по 1982 роки і головним іноземним кореспондентом The Guardian в період з 1982 по 1988 роки. Стіл вів розслідування про громадянську війну в Сальвадорі, події в Нікарагуа, а також про вторгнення США до Гренади в 1983 році. Після повернення до Лондона в 1994 році після шести років перебування в Москві, він працював над матеріалами про війну в Косово в 1998 і 1999 роках і падіння влади Слободана Мілошевича в 2000 році. Як старший іноземний кореспондент, він висвітлював численні важливі історичні події на Близькому Сході після 2001 року. Джонатан Стіл розслідував вторгнення США та Великої Британії до Іраку в 2003 році і регулярно перебував в Багдаді впродовж наступних трьох років. В січні 2008 року це призвело до виходу його книги «Поразка: чому Америка і Велика Британія втратили Ірак», яку опублікував І. Б. Тауріс у Великій Британії та видавець «Контрапункт» у США. Автор, здійснивши численні поїздки в Дамаск, у книгах розповідає про кризу в Сирії після 2011 року, а також про вторгнення Ізраїлю на південь Лівану в липні-серпні 2006 року.
Стіл також працював у Афганістані, починаючи з першого візиту до Кабула в 1981 році ще під час радянської окупації. Він розслідував захоплення талібами афганської столиці в 1996 році, а також розпад «Талібану» у 2001 році. Його книга «Привиди Афганістану: примарний бій» аналізує тридцять років історії Афганістану (Portobello Books, London 2011 та Counterpoint, San Francisco 2011). У перерві між іноземними завданнями Джонатан працював оглядачем журналу «Guardian» з міжнародної діяльності, був членом команди «Guardian», яка аналізувала документи WikiLeaks щодо Афганістану та Іраку, а також Державного департаменту.
У 2006 році Стіл отримав спеціальну Премію Марти Ґеллгорн у журналістиці і був названий Міжнародним репортером року за версією британської преси в 1981 році й повторно в 1991 році. Він став лауреатом премії Лондонського прес-клубу в 1991 році за те, що був єдиним англомовним репортером, який дістався до вілли в Криму, де тоді перебував Михайло Горбачов, і взяв інтерв'ю у радянського президента під час державного перевороту в серпні цього ж року. У 1998 році Стіл отримав міжнародну премію Amnesty International за висвітлення етнічних чисток в Косово. У 1998 році він також отримав премію Джеймса Камерона.
Стіл є частим співрозмовником на Бі-Бі-Сі і регулярним учасником Лондонського і Нью-йоркського книжкового огляду. З березня 2014 року працював головним репортером сайту Middle East Eye.

## Особисте життя
Джонатан Стіл з дружиною Рут живе у Лондоні. У них двоє дітей і четверо онуків.

## Напрацювання
- Південноафриканське з'єднання: західні інвестиції в апартеїд (разом з Рут Першою і Крістабел Герні) 1972
- Соціалізм з німецьким обличчям 1977
- Наддержави в зіткненні: нова холодна війна (з Ноамом Чомскі і Джоном Гітсінгсом) 1983
- Андропов у владі (з Еріком Авраамом) 1983
- Радянська влада: зовнішня політика Кремля від Брежнєва до Андропова 1983
- Вічна Росія; Єльцин, Горбачов і Міраж демократії 1994 року
- Поразка: чому Америка і Велика Британія втратили Ірак, 2008.
- Привиди Афганістану: примарне поле бою, 2011.